# Nicolaus
Nicolaus, kartuzijan in slikar srednjeveških barvnih miniatur, ki je deloval med leti 1347~1360 v samostanu Bistra pri Vrhniki.

## Življenje in delo
Nicolaus je 1347 prepisal in iluminiral pergamentni rokopis Avguštinovega dela De civitate Dei (O Božjem mestu), kakor izpričuje napis v zlatih in srebrno rdeče obrobljenih gotskih majuskulah na pergamentu, s katerim je prelepljena notranja stran sprednjih platnic. Iluminatorjevo in prepisevalčevo ime je verjetno identičeno s tistim Nicolausam, ki je leta 1360 postal prior v Bistri.